# 順賢夫人
彭夫人（—937年），中國五代十国之南楚文昭王馬希範的夫人，唐朝吉州刺史彭玕的女兒。
馬希範即位后，彭夫人被封為秦國順賢夫人。彭夫人长得不漂亮，但治理宮禁得當，治家有法，得到馬希範的尊重。后晋天福二年（937年），彭夫人去世，馬希範開始縱情聲色，南楚國勢也開始衰落了。